# Curling ai II Giochi olimpici giovanili invernali
I tornei di curling dei II Giochi olimpici giovanili invernali si sono svolte alla Kristins Hall di Lillehammer, in Norvegia, dal 12 al 21 febbraio 2016.

## Podi
| Evento           | Oro                                                           | Argento                                                            | Bronzo                                                                |
| Torneo a squadre | Canada Mary Fay Tyler Tardi Karlee Burgess Sterling Middleton | Stati Uniti Luc Violette Cora Farrell Ben Richardson Cait Flannery | Svizzera Selina Witschonke Henwy Lochmann Laura Engler Philipp Hoesli |
| Doppio misto     | Squadra mista Yako Matsuzawa Philipp Hoesli                   | Squadra mista Han Yu Ross Whyte                                    | Squadra mista Zhao Ruiyi Andreas Haarstad                             |